# John Wilson-Patten, 1. Baron Winmarleigh

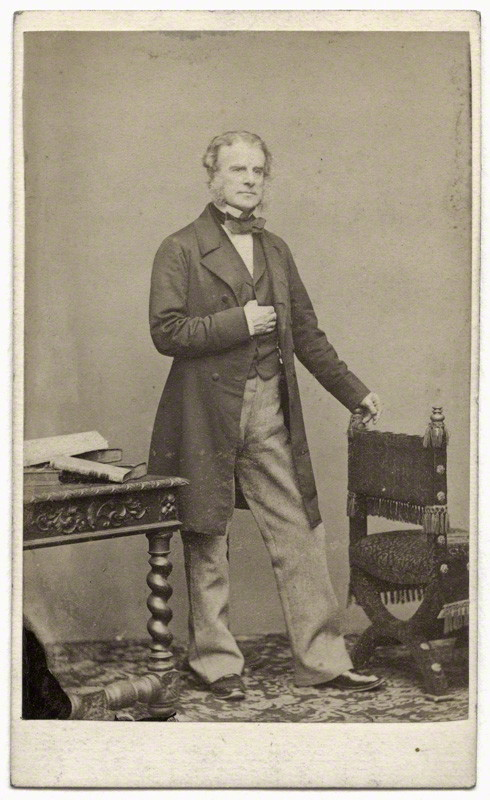
John Wilson-Patten (1863)

John Wilson-Patten, 1. Baron Winmarleigh, PC (* 26. April 1802; † 11. Juli 1892) war ein britischer Politiker der Tories sowie zuletzt der Conservative Party. Er war von 1830 bis 1831 und von 1832 bis 1874 Abgeordneter im House of Commons, 1867 bis 1868 Kanzler des Herzogtums Lancaster (Chancellor of the Duchy of Lancaster), 1868 kurzzeitig Chefsekretär von Irland (Chief Secretary for Ireland), sowie ab 1874 als erblicher Baron Winmarleigh Mitglied des House of Lords.

## Leben

### Familiäre Herkunft und Unterhausabgeordneter
Wilson-Patten war das dritte und jüngste Kind von Thomas Wilson Patten und dessen Ehefrau Elizabeth Hyde. Seine Schwester Elizabeth Wilson Patten war die Ehefrau von John Yarde-Buller, der zwischen 1835 und 1858 ebenfalls Mitglied des Unterhauses war sowie 1858 als Baron Churston zum erblichen Peer erhoben und damit ebenfalls Mitglied des Oberhauses wurde. Sein älterer Bruder Thomas Wilson Patten verstarb 1819 als Achtzehnjähriger. Er selbst besuchte das renommierte Eton College und studierte danach am Magdalen College der University of Oxford. Während seines Studiums war er 1823 Präsident der Oxford Union.
Am 5. August 1830 wurde er für die konservativen Tories erstmals zum Mitglied des Unterhauses gewählt und vertrat in diesem zunächst bis zum 10. Mai 1831 den Wahlkreis Lancashire. Am 10. Dezember 1832 wurde er für die Tories abermals zum Mitglied des Unterhauses gewählt und vertrat dort nunmehr bis zum 25. März 1874 den Wahlkreis Lancashire Northern, wobei er 1834 der neu gegründeten Conservative Party beitrat. Neben seiner politischen Laufbahn diente er auch in der 3rd Royal Lancashire Militia und wurde 1842 zum Oberst (Colonel) befördert. Während seiner Parlamentszugehörigkeit übernahm er 1852 von Ralph Bernal die Funktion des Vorsitzenden des einflussreichen „Wege-und-Mittel-Ausschusses“ (Chairman of Ways and Means) und bekleidete diese bis zu seiner Ablösung durch Edward Pleydell-Bouverie 1853. Als solcher war er zugleich Vorsitzender des Ausschusses der Ausschussvorsitzenden (Chair of Committees of Whole House). Des Weiteren war er zwischen 1857 und seinem Tod 1892 Aide-de-camp von Königin Victoria für die Miliz. Er trat für eine Reform der Wirtschafts- und Arbeitsbedingungen ein und setzte sich für Hilfen für die von der Baumwollhungersnot von 1861 bis 1865 betroffenen Familien ein.

### Chancellor of the Duchy of Lancaster und Oberhausmitglied

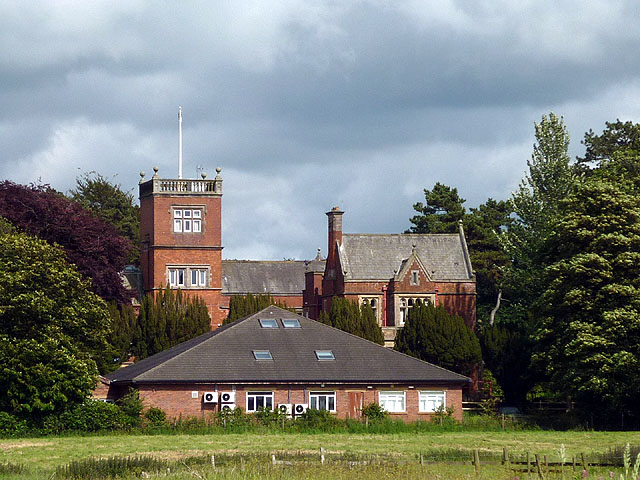
Winmarleigh Hall, der 1871 erbaute Landsitz von John Wilson-Patten

Am 26. Juni 1867 wurde Wilson-Patten von Premierminister Edward Smith-Stanley, 14. Earl of Derby zum Kanzler des Herzogtums Lancaster (Chancellor of the Duchy of Lancaster) ernannt und bekleidete dieses Amt auch in der darauf folgenden Regierung von Premierminister Benjamin Disraeli bis zum 7. November 1868. Er wurde zudem 1867 Mitglied des Privy Council (PC) und bekleidete zwischen dem 29. September und 1. Dezember 1868 außerdem das Amt des Chefsekretärs von Irland (Chief Secretary for Ireland). Als solcher wurde er 1868 auch Mitglied des Privy Council von Irland. 1871 ließ er in Winmarleigh im Borough of Wyre den Landsitz Winmarleigh Hall für seine Familie erbauen und verkaufte dafür seinen bisherigen Wohnsitz Warrington Town Hall in Warrington.
Kurz vor seinem Ausscheiden aus dem Unterhaus wurde Wilson-Patten am 16. März 1874 als Baron Winmarleigh, of Winmarleigh in the County of Lancaster, zum erblichen Peer erhoben und wurde dadurch auf Lebenszeit Mitglied des Oberhauses. 1879 wurde er als Nachfolger von Robert Townley Parker Constable von Lancaster Castle.

### Ehe und Nachkommen
John Wilson-Patten heiratete am 15. April 1828 Anna Maria Bold. Aus dieser Ehe gingen zwei Söhne hervor. Der ältere Sohn Eustace John Wilson Patten diente als Captain im 1st Regiment of Life Guards und verstarb bereits am 17. Dezember 1873 im Alter von 37 Jahren. Der zweite Sohn Arthur Wilson Patten war Lieutenant der Rifle Brigade (Prince Consort’s Own) und verstarb am 2. Januar 1866 25-jährig. Der einzige Sohn von Eustace John Wilson Patten, John Alfred Wilson Patten, war Lieutenant im 1st Regiment of Life Guards und verstarb am 20. November 1889 im Alter von 22 Jahren. Da John Wilson-Patten somit am 11. Juli 1892 ohne männlichen Nachkommen verstarb, erlosch der Titel des Baron Winmarleigh mit seinem Tod.